# Naufragiu

Naufragiul, pictură de Joseph Vernet (1772)

Naufragiu reprezintă un accident nautic produs din cauze diferite ce are ca rezultat scufundarea, ruperea navei sau eșuarea acesteia pe coastă, pe un banc stâncos sau pe recifuri. 
De asemenea, se consideră a fi naufragiu și plutirea la întâmplare a unei nave părăsite de echipaj, în urma unui pericol al mării. 
Nu se consideră naufragiu punerea pe uscat a navei ca urmare a fundului mic sau a acțiunii mareelor. 
Eșuarea navei în sens de naufragiu trebuie să fie o punere fermă pe uscat, care implică un pericol grav și necesită operațiuni de recuperare a nevei (ranfluare) și de repunere în stare de plutire, indiferent dacă nava are sau nu spărturi sau alte avarii. 
În limbajul maritim obișnuit, termenul naufragiu este atribuit oricărui sinistru grav și cu deosebire când se soldează cu pierdere totală, indiferent de cauza care l-a produs. 

## Cauze
Naufragiile se pot produce din mai multe cauze, care pot fi:
- deteriorarea sau defectarea structurală a navei
- pierderea stabilității
- eroare umană de navigație
- stare de oboseală excesivă a echipajului
- condiții meteorologice nefavorabile (valuri, vânt, furtună)
- acte de război sau de piraterie
- funcționarea necorespunzătoare a instrumentelor de navigație
- tsunami